# Petite rivière Caraquet
Pour les articles homonymes, voir Caraquet (homonymie).
La Petite Rivière Caraquet est une rivière du nord-est du Nouveau-Brunswick. Elle prend sa source dans le village de Bertrand et se déverse dans la baie des Chaleurs à Caraquet. Elle mesure un peu plus de 5 kilomètres de long. La rivière s'appelait autrefois la rivière MacIntosh.
Trois ponts croisent la rivière, un pour la route 11, un pour un sentier et un autre pour une petite rue. Le pont pour le sentier fut construit à l'origine pour la ligne Caraquet. Un déraillement causant 8 morts eut lieu sur ce pont le 16 décembre 1887.
Sainte-Anne-du-Bocage, le lieu de fondation de la ville se trouve à proximité de la rivière. La rivière sépare les quartiers de la Bute-à-Japon et de la Pointe-Rocheuse.